# Xolotl (kralj)
Za boga, pogledajte „Xolotl”.
Xolotl [ˈʃolotɬ] (Xólotl) bio je vođa (nahuatl tlatoani) naroda Chichimeca u 13. stoljeću. Bio je nazvan po aztečkom bogu Xolotlu.
Prema nekim historiografskim tradicijama, on je oko 1224. osnovao Tenayucu. Naslijedio ga je sin Nopaltzin, koji je ojačao očevo kraljevstvo. Xolotlova je kći bila Cuetlaxochitzin, supruga kralja Acolnahuacatla.